# Costanana cella
Costanana cella är en insektsart som beskrevs av Delong och Freytag 1972. Costanana cella ingår i släktet Costanana och familjen dvärgstritar. Inga underarter finns listade i Catalogue of Life.